# Covăsânț

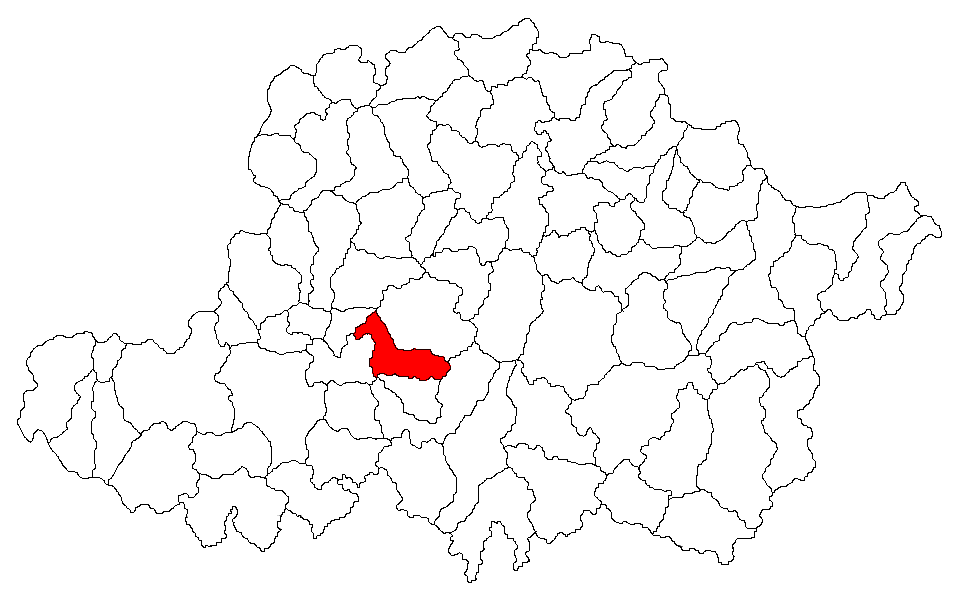
Lage der Gemeinde Covăsânț im Kreis Arad

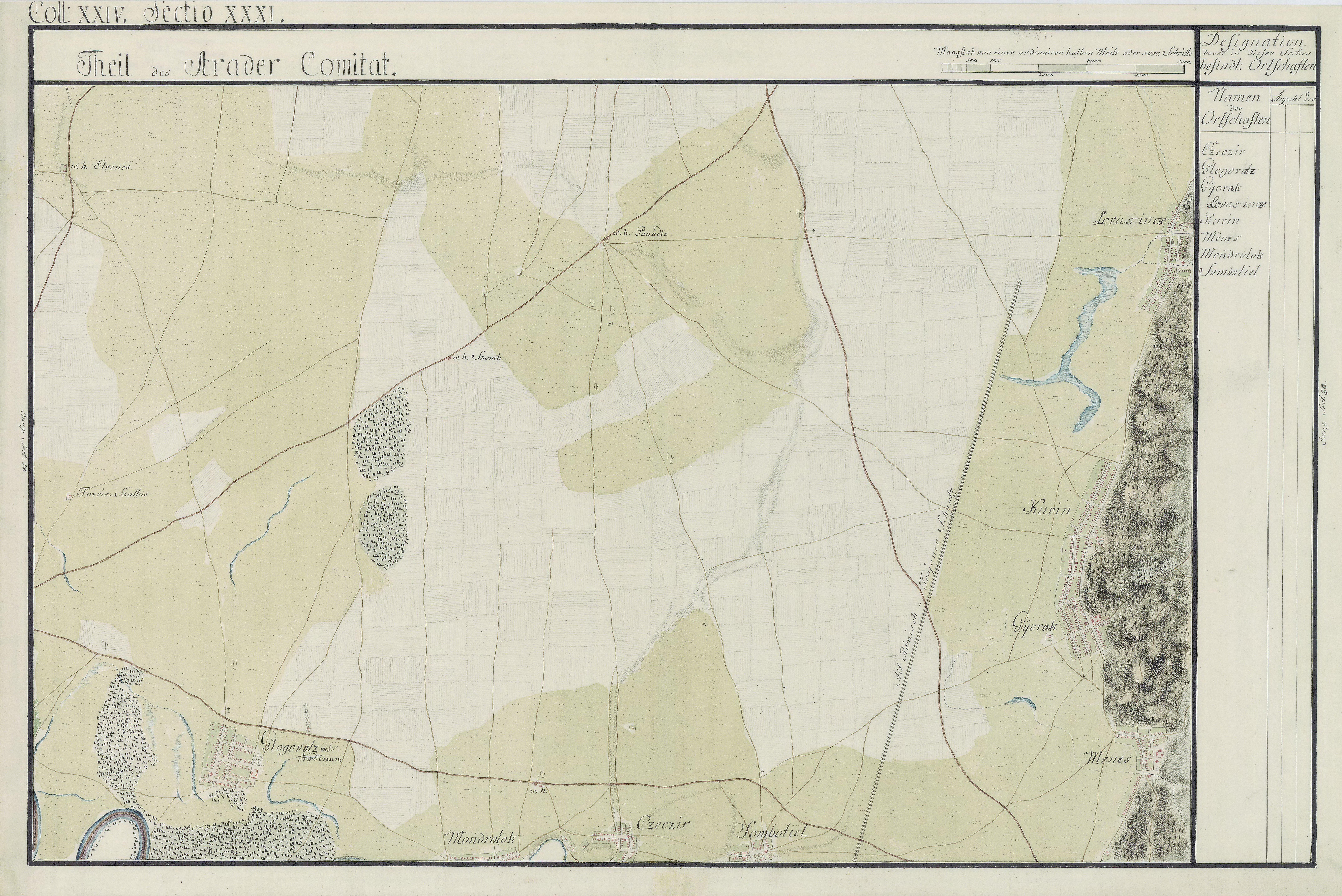
Covăsânț (Lovasincze) auf der Josephinischen Landaufnahme von 1782–1785.

Covăsânț (auch: Covăsînț, ungarisch Kovászi, Kovaszinc) ist eine Gemeinde im Kreis Arad, im Kreischgebiet, im Westen Rumäniens.

## Geografische Lage
Covăsânț liegt am Fuße des Zărand-Gebirges, im Zentrum des Kreises Arad, in 20 km Entfernung von der Kreishauptstadt Arad, 16 km von der nächstgelegenen Stadt Pâncota und wird von der Kreisstraße DJ 708B durchquert.

## Nachbarorte
| Zimandu Nou  | Șiria                                       | Agrișu Mare    |
| Horia        | Kompassrose, die auf Nachbargemeinden zeigt | Zărand-Gebirge |
| Vladimirescu | Miniș                                       | Cladova        |

## Geschichte
Die erste urkundliche Erwähnung stammt aus dem Jahr 1278.
Im Laufe der Jahrhunderte traten verschiedene Schreibweisen des Ortsnamens in Erscheinung: 1278 Kuaci, 1333–1335 Conasi, Kuasi, Kuasy, Kuassy, 1358 Kouazi, 1367 Koazy, 1380 Coazy, 1392 Kowazy, 1466 Kowazy, 1486, 1495 Kowazy, 1548, 1553–1551 Kowazy, 1585 Kowazynth, 1722 Kovasintz, 1808 Kovászincz, Kövesd, 1819 Kovaszentz, 1839 Kovaszincz, 1863 Kovaszincz, Kövesd, 1873, 1877 Kovaszinc, 1882 Kovaszincz, Kovaszinecz, Covasintiu, 1893, 1900 Kovaszincz, 1909 Covăsinț, Kovaszincz, 1910, 1913 Kovászi, 1921 Covăsinț, Kovászi, 1925 Podgoria, 1932 Covăsinț, 1956 Covăsinț.
Durch Covăsânț führte einst die Poststraße des römischen Kaisers Trajan, die die römische Festung Viminatium mit Budapest verband. Die drei Meter breite, mit Granitsteinen gepflasterte Straße verband Covăsinț mit den Festungen der Umgebung. Heute sind noch acht Kilometer der einstigen Straße auf dem Gebiet Serbiens erhalten.
Bis zum Ersten Österreichischen Türkenkrieg (1526) gehörte die Siedlung zum Königreich Ungarn und danach zum Osmanischen Reich (1526–1699). Nach dem Frieden von Karlowitz (1699) kam Arad und das Maroscher Land unter österreichische Herrschaft, während das Banat südlich der Marosch bis zum Frieden von Passarowitz (1718) unter Türkenherrschaft verblieb. Infolge des Österreichisch-Ungarischen Ausgleichs (1867) wurde das Arader Land, wie das gesamte Banat und Siebenbürgen, dem Königreich Ungarn innerhalb der Doppelmonarchie Österreich-Ungarn angegliedert.
Der Vertrag von Trianon am 4. Juni 1920 hatte die Grenzregulierung zur Folge, wodurch Covăsânț an das Königreich Rumänien fiel.

## Bevölkerungsentwicklung
| 1880 | 2971 | 2843 | 108 | 16 | 4              |
| 1910 | 3848 | 3640 | 119 | 46 | 43             |
| 1930 | 3128 | 2988 | 49  | 24 | 67             |
| 1977 | 2876 | 2543 | 16  | 3  | 314            |
| 1992 | 2595 | 2085 | 13  | 7  | 490            |
| 2002 | 2659 | 2012 | 15  | 5  | 627            |
| 2021 | 2494 | 1498 | 12  | 2  | 982 (812 Roma) |